# Jaffuelia porterina
Jaffuelia porterina is een insect uit de familie van de mierenleeuwen (Myrmeleontidae), die tot de orde netvleugeligen (Neuroptera) behoort. 
Jaffuelia porterina is voor het eerst wetenschappelijk beschreven door Navás in 1934.